# Haemanthus pumilio
Haemanthus pumilio är en amaryllisväxtart som beskrevs av Nikolaus Joseph von Jacquin. Haemanthus pumilio ingår i släktet Haemanthus och familjen amaryllisväxter. Inga underarter finns listade i Catalogue of Life.